# الاعتراف القانوني بالعلاقات المثلية في نيبال
لا يتم عقد أو الاعتراف بزواج المثليين في نيبال. في عامي 2011 و 2012، حيث كانت الأمة تمر بمرحلة انتقالية، كانت هناك محاولة لإضافة لغة شاملة لمجتمع الميم إلى دستور صيغ حديثًا. ومع ذلك، فشلت المفاوضات بين الفصائل السياسية في ربيع عام 2012 وتم تعليق تنفيذ دستور مؤقت لحين إجراء انتخابات جديدة.
يتضمن الدستور الجديد، الذي أقرته الجمعية التأسيسية في 16 سبتمبر 2015، العديد من الأحكام المتعلقة بحقوق المثليين، لكنها لا تعالج زواج المثليين.

## تاريخ

القوانين المتعلقة بالمثلية الجنسية في آسيا
المثلية الجنسية قانونية
زواج المثليين
توفر شكل آخر من أشكال الاعتراف القانوني
مساكنة غير مسجلة
الاعتراف بزواج المثليين المنعقد في الخارج فقط، دون الاعتراف بعقده في الداخل
لا اعتراف
قيود على حرية التعبير
المثلية الجنسية غير قانونية
قانون لايتم تطبيقه، أو قانون غير واضح
عقوبة سجنية
السجن المؤبد
عقوبة الإعدام

### سونيل بابو بانت وآخرون ضد حكومة نيبال
في 17 نوفمبر 2008، قضت المحكمة العليا في نيبال لصالح القوانين لضمان الحقوق الكاملة للأفراد من مجتمع الميم، وأنخ يجب تعريف جميع الأقليات الجندرية بأنها «أشخاص طبيعيون» بموجب القانون؛ وهذا يشمل الحق في الزواج. قال سونيل بابو بانت «هذا قرار تاريخي للأقليات الجنسية ونحن نرحب به»، وهو أول نائب مثلي الجنس علنا وناشط رائد في مجال حقوق المثليين في جنوب آسيا. طلبت المحكمة من الحكومة تشكيل لجنة لدراسة قوانين الاعترتف القانوني بالعلاقة المثلية في بلدان أخرى، وفرضت على القانون الجديد عدم التمييز ضد الأقليات الجنسية، بما في ذلك الأشخاص من ذوي شهوة الملابس المغايرة والمتحولين جنسياً.
في 22 مارس 2009، قال بانت في مقابلة مع "خدمة الأخبار الهندية الآسيوية": "على الرغم من أن المحكمة وافقت على زواج المثليين، إلا أن الحكومة لم تسن بعد قانونًا"، مما يشير إلى أنه في حين أن مشروع قانون زواج المثليين أمرت به المحكمة العليا، ولم تتم صياغته أو التصويت عليه، أو على الأقل تشريعه."
في يونيو 2009، قال بانت إن العملية بدأت للتو: «تمر نيبال بمرحلة انتقالية ويبدو أن كل شيء يتحرك ببطء. لقد شكلت اللجنة المكونة من سبعة أعضاء وبدأت للتو في دراسة قوانين زواج المثليين في بلدان أخرى. ونأمل أن يصيغوا الاقتراح الخاص بإصدار قانون زواج المثليين قريبًا ومنحه للحكومة للموافقة عليه».
===راجاني شاهي ضد هيئة المرأة
الوطنية===
في عام 2012، اعترفت المحكمة العليا في نيبال بوجود علاقة حية بين شريكتين مثليتين في قضية راجاني شاهي ضد هيئة المرأة الوطنية. سمحت المحكمة لراجاني شاهي بالعيش مع شريكتها بريم كوماري نيبالي كما رغبت، وليس بالعيش مع زوجها. نص الحكم:
«يمكن للأفراد أن يقرروا اختيار طرق عيشهم إما بشكل منفصل أو بالشراكة مع المثليين جنسياً أو المغايرين جنسياً - مع أو بدون زواج رسمي. رغم أن» الزواج «في القوانين والتقاليد السائدة يشير إلى الرابطة القانونية بين المغايرين جنسياً (بين الذكر والأنثى) الأحكام القانونية المتعلقة بالعلاقات الجنسية المثلية إما غير كافية أو صامتة [..] إلى حد الآن.»

### دستور عام 2015
ذكرت عدة مصادر أنه سيتم إدراج زواج المثليين والحماية للأقليات الجنسية في الدستور النيبالي الجديد. نص الدستور المؤقت على إنشاء جمعية تأسيسية، والتي كُلفت بكتابة دستور دائم للنيبال. بموجب أحكام الدستور الانتقالي، كان من المقرر إصدار الدستور الجديد بحلول 30 نوفمبر 2011، ولكن تم تمديد التمديد النهائي لمدة ستة أشهر قبل هذا الموعد النهائي بقليل، وهو الموعد المحدد حتى 31 مايو 2012. فشلت المفاوضات حول الدستور الجديد وقام رئيس الوزراء بابورام بهتاراي بحل الجمعية التأسيسية في 28 مايو 2012 استعدادًا لانتخابات 2013. ونتيجة لذلك، كان مستقبل زواج المثليين غير مؤكد.
أجريت الانتخابات في 19 نوفمبر 2013. تم تأجيل التصويت عدة مرات، تم التخطيط له مسبقًا في 22 نوفمبر 2012 بعد حل الجمعية التأسيسية في 27 مايو 2012، ولكن تم تأجيله من قبل لجنة الانتخابات.
في 10 فبراير 2014، تم انتخاب سوشيل كويرالا رئيسا للوزراء بأغلبية كبيرة، وكسر الجمود السياسي وفتح الطريق لوضع اللمسات الأخيرة على الدستور.
ومع ذلك، فإن الدستور الجديد، الذي تمت الموافقة عليه في عام 2015، لا يعالج مسألة زواج المثليين.

### التشريعات
في يناير 2014، ذكرت شايتانيا ميرا، عضوة اللجنة المشكلة لدراسة القوانين الدولية المتعلقة بزواج المثليين وإعداد التقرير للحكومة بشأن هذه المسألة، أن العمل في التقرير قد اكتمل، باستثناء ملخص يتم صياغته من قبل رئيس اللجنة. وعد رئيس اللجنة، لاكشمي راج باثاك، بتقديم التقرير إلى الحكومة في غضون شهر، لكنه قال إن إن مجلس الوزراء غير مهتم بهذا الأمر. لم تستبعد بوميكا شريستا من جمعية الماسة الزرقاء، وهي منظمة نيبالية لحقوق المثليين، إمكانية رفع دعوى أخرى أمام المحكمة العليا.
في أغسطس 2014، ذكرت وكالة أسوشيتيد برس أن اللجنة قررت التوصية بإضفاء الشرعية على زواج المثليين. في نفس الشهر، صرح نهاراري أشاريا، وزير القانون والعدل والجمعية التأسيسية والشؤون البرلمانية في البلاد، أن وزارته ستقدم مشروع قانون للسماح بزواج المثليين. قدمت اللجنة تقريرها إلى الحكومة في 9 فبراير 2015.
في يناير 2016، صرح مسؤول حكومي أن توصيات اللجنة كانت قيد التشاور داخل الحكومة. في فبراير 2016، طلبت اللجنة الوطنية لحقوق الإنسان من الحكومة تقديم مشروع قانون يسمح بزواج المثليين. في أكتوبر 2016، أنشأت وزارة شؤون المرأة والطفل والرعاية الاجتماعية لجنة لغرض إعداد مشروع قانون حول هذه القضية. في عام 2019، لا تزال الحكومة تُعد مشروع قانون لتشريع زواج المثليين، على الرغم من أن ناشطي المثليين قد اتهموها بأنها «فاترة» في دعمها. في آب/أغسطس 2018، حث رئيس الوزراء السابق بابورام بهاتاراي الحكومة على تشريع زواج المثليين.
لا يعالج القانون المدني النيبالي الجديد، الذي دخل حيز التنفيذ في أغسطس 2018، زواج المثليين ويحدد على وجه التحديد الزواج بأنه بين زوجين مغايرين فقط. وصف الناشطون القانون المدني بأنه غير دستوري ومخالف للمبادئ التوجيهية للمحكمة العليا، على الرغم من أن الحكومة أكدت أنها تعتزم تقنين زواج المثليين في قانون منفصل.

### حالة زواج واحدة
في يوليو 2017، سجل زوجان (شريك منهما يُعرف نفسه بأنه من الجنس الثالث) زواجهما بنجاح في مقاطعة داديلدهورا في أقصى غرب البلاد. هنأ الناشط في حقوق المثليين سونيل بابو بانت الزوجين وقال إن قانون زواج المثليين ما زال قيد المناقشة في البرلمان. قال المتحدث باسم وزارة الداخلية ديباك كافل إن الزواج قد يكون باطلاً.